# Ashland (Oregon)
Ashland è una città degli Stati Uniti, situata in Oregon, nella contea di Jackson. Si trova nella zona sud dello Stato, quasi al confine con la California.